# Anomaloglossus blanci
Anomaloglosse de Blanc
Espèce
Statut de conservation UICN

 EN  : En danger
Anomaloglossus blanci, l’Anomaloglosse de Blanc, est une espèce d'amphibiens de la famille des Aromobatidae.

## Répartition
Cette espèce est endémique de l'Est de la Guyane. 

## Biologie
Cette espèce est inféodée aux petits cours d'eau et torrents, généralement à proximité des reliefs. Les mâles portent les têtards jusqu'à la métamorphose en imago. Elle est terrestre et diurne. 

## Description
Cette espèce a été longtemps été confondue avec Anomaloglossus degranvillei. Alors qu'elle était supposée largement répandue en Guyane et dans les pays voisins, la révision de ce taxon en 2018 a révélé qu'il s'agissait d'un complexe d'espèces. Anomaloglossus blanci  a alors été décrite et est dorénavant considérée comme circonscrite au nord-est de la Guyane. 

## Conservation
L'espèce Anomaloglossus blanci a subi un déclin dramatique ces dernière années, et a disparu de nombreuses localités où elle était auparavant commune. Le statut UICN de cette espèce est en danger d'extinction. La cause de ce déclin reste à ce jour non élucidé, mais pourrait être due au champignon pathogène Batrachochytrium dendrobatidis. En 2023, un plan national d'action (PNA) a été lancé afin de sauver cette espèce et les autres Anomaloglossus menacées.

## Systématique
Le nom valide complet (avec auteur) de ce taxon est Anomaloglossus blanci Fouquet (d), Vacher (d), Courtois (d), Villette (d), Reizine (d), Gaucher (d), Jairam (d), Ouboter (d) & Kok, 2018,.
Ce taxon porte en français le nom vulgaire « Anomaloglosse de Blanc »,.

### Étymologie
Son épithète spécifique, blanci, lui a été donnée en l'honneur de l'herpétologiste français Michel Blanc (d), en « reconnaissance de sa précieuse contribution à l'herpétologie de terrain en Guyane française, notamment la découverte de nombreuses espèces jusqu'alors inédites et des observations cruciales en histoire naturelle ».

### Publication originale
- (en) Antoine Fouquet, Jean-Pierre Vacher, Élodie A. Courtois, Benoit Villette, Hugo Reizine, Philippe Gaucher, Rawien Jairam, Paul Ouboter et Philippe J. R. Kok, « On the brink of extinction: two new species of Anomaloglossus from French Guiana and amended definitions of Anomaloglossus degranvillei and A. surinamensis (Anura: Aromobatidae) », Zootaxa, Magnolia Press (d), vol. 4379, no 1,‎ 13 février 2018, p. 1–23 (ISSN 1175-5334 et 1175-5326, OCLC 49030618, PMID 29689971, DOI 10.11646/ZOOTAXA.4379.1.1, lire en ligne).